# 황희
황희(黃喜, 1363년 3월 4일(음력 2월 10일) ~ 1452년 3월 8일(음력 2월 8일))는 고려 말 조선 초기의 문신, 재상이다. 본관은 장수(長水). 초명은 수로(壽老), 자(字)는 구부(懼夫), 호는 방촌(厖村)이다. 현명함과 냉철한 판단력으로 세종대왕의 가장 신임받는 재상의 한 사람으로서 세종대왕 치세기간 중 역대 영의정 중 최장수로 18년간 영의정에 재임하였다.
아직 고려조 말기 시절이던 1376년에 음서로 관직에 나갔다가 1389년(창왕 1년) 별장으로 과거에 급제했으나, 1392년(공양왕 3년) 고려 멸망 후 은거하였다. 그러나 동료들과 이성계의 부름으로 다시 관직에 올라 성균관학관으로 출사하여 조선에서 형조판서, 사헌부대사헌, 이조판서 등을 거쳐 영의정부사에 이르렀다. 시호는 익성(翼成)이다. 사후 1455년(세조 1년) 증 순충보조공신(純忠補祚功臣)에 책록되고, 남원부원군(南原府院君)에 추봉되었다. 종묘 세종실에 배향됨으로써 종묘배향공신이 되었다!
성격이 원만하여 존경받았으며, 시문에도 뛰어났고 관료생활 중 많은 치적과 일화를 남겼다. 사후 청백리로 규정되어 일반적으로는 청백리로 널리 알려져 있으나, 아들과 사위가 저지른 뇌물수수, 부패 등 물의를 빚어 조선왕조실록에 기록되기도 했으나, 세종은 그의 여러 단점에도 불구하고 그를 신임했다.

## 생애

### 고려조

#### 출생과 가정 배경
방촌 황희는 자헌대부(資憲大夫) 판강릉부사(判江陵府事)를 지낸 황군서(黃君瑞)의 얼자로 송경(松京 : 개성) 가조리(可助里)에서 태어났다.
그의 어머니는 감문위호군(監門衛護軍)인 김우(金佑)의 딸 용궁 김씨(龍宮金氏)로 전해지며, 세종실록에 의하면 황희는 황군서의 얼자(孼子)라 기록되어 있다.
신라 경순왕의 부마인 시중(侍中) 황경(黃瓊)의 후손으로, 증조부 황석부(黃石富)는 고려에서 이조참의(吏曹參議)에 추증되었고 할아버지 황균비(黃均庇)는 고려시대에 참찬(參贊)을 지내고 조선에 와서 그의 출세로 증 숭정대부 의정부 좌찬성에 추증되었다. 아버지 황군서는 고려시대에 자헌대부 판강릉대도호부사를 지내고 조선 건국 후 충주 절제사와 도안무사를 역임했다.
명문가의 아들로 태어났으나 그의 어머니는 정실 부인이 아니었다. 일설에는 그의 어머니가 그를 잉태하던 무렵, 열달 동안 송악산 용암 폭포에 물이 말랐었는데, 그가 태어나자 갑자기 물이 다시 흘렀다고 한다. 형제로는 형 황중수와 3명의 누이가 있었다.

#### 생애 초반
선대의 고향은 전라북도 장수였는데 그는 키가 크고 풍채가 잘 생긴 데다가 눈이 무섭게 생겼다. 태어나면서부터 총명하고 민첩함이 크게 뛰어났으며, 어려서부터 기억력이 뛰어났고, 한번 보면 곧 기억하였다.
황희는 어려서부터 글공부에 열심이었고 그를 보는 사람들은 장차 훌륭한 사람이 될 것이라고 짐작하였다. 일찍부터 글을 이해하였으며 암기 재주에 능했다. 그는 밤낮으로 공부에 힘썼으니 경사(經史)와 제자백가(諸子百家)의 글에 통달하였다고 한다. 열네 살 때인 1376년(우왕 2년)에 음서 제도로 출사하여 음직으로 복안궁(安福宮) 녹사가 되었고, 스물한 살에 사마시에 합격하였으며, 곧이어 1385년 진사시에도 급제했다. 1380년 17세에 판사복시사(判司僕侍事) 최안(崔安)의 딸과 결혼하여 1녀를 두었으나, 24세에 부인 최씨가 사망하여 26세에 공조전서(工曹典書) 양진(楊震)의 딸과 재혼하여 슬하에 치신(致身), 보신(保身), 수신(守身)의 3남과 1녀를 두었다.

#### 농부의 가르침
황희는 스무살 때 벌써 진사의 벼슬에 있었다. 어느 날 친구 집으로 가는 길에 들판을 지나다 잠시 쉬게 되었다. 들판에서는 농부들이 소를 몰며 논을 갈고 있었는데 그것을 보던 황희는 농부에게 말을 걸었다.
그 두 마리의 소 중에서 어느 소가 일을 더 잘하느냐고 묻자 농부는 황희에게 가까이 다가와 옷소매를 잡아당겨 소들이 보이지 않는 곳으로 데리고 가더니 귀엣말로 답하였다.
| “ | - 농부 : 누런 소가 사실 검은 소보다는 일을 더 잘합니다. " - 황희 : 그런데 노인, 어느 소가 일을 잘하는게 그것이 무슨 큰 비밀이라고 여기까지 와서 귓속말로 하십니까? - 농부 : 모르는 말씀하지 마시오. 말 못하는 짐승이라도 자기를 욕하고 흉을 보면 기분을 상하게 되는 것이오. | ” |

농부의 말을 들은 황희는 깨달은 바가 있었다. 비록 그 소들이 사람의 말을 알아듣지 못한다 해도 지금 열심히 일을 하고 있는 입장에서 어느 소를 일을 잘한다, 못한다 하고 흉보는 일은 나쁘다는 교훈이었다. 이후 관직을 사양하고 오로지 학문에만 힘쓰다가, 별장(別將)이 되었다. 1389년(창왕 원년) 별장으로 재직 중 문과(文科)에 급제하였고, 적성현 훈도가 되었다. 이듬해 성균관학록을 거쳐 성균관 학관(成均館 學官)에 보직(補職)되었다.

### 조선 건국 이후

#### 조선 개국과 출사
1392년(공양왕 4년) 7월 고려가 멸망하자 황희는 새 왕조 설립에 부정적인 다른 70여 명의 고려 유신과 함께 두문동 72현과 함께 개성 두문동에 들어가 외부와 일체 연락을 끊고 고려 왕조에 대한 지조를 지키려 하였다. 결국 이성계는 두문동을 포위하여 나오기를 요구하였고, 이에 따라 두문동에 들어간 고려 유신 중 나이가 가장 어렸던 황희가 관직에 나가게 되었다.
이후 조정의 요청과 동료들의 추천으로 관직에 나갔다. 1394년(태조 3년) 성균관학관으로 세자우정자(世子右正字)를 겸무하고, 조금 후에 직예문 춘추관(直藝文 春秋館)을 맡았다가 사헌부 감찰(司憲府監察)과 우습유(右拾遺)에 전직(轉職)되었는데, 이후에 그 뒤 좌천·면직·소환을 반복했다. 1397년 11월 문하부우습유(門下府右拾遺)로 재직 중 부모의 상기를 마치지 않은 선공감 정란을 복직시키는 문제를 놓고, 그가 3년상을 마치지도 않고 관직에 복귀하게 할 만큼 중요하지 않다는 이유로 직첩에 서경하지 않았다가 태조의 노여움을 사 파직되었다.
다시 복직하여 1398년 문하부우습유 재직중 언관으로서 사사로이 정치를 논의하였다고 문책되어 경원교수(慶源敎授)로 전출되었다가 1398년(정종 즉위) 정종 즉위 후 우습유로 소환되었다.
그러나 1399년(정종 1년) 초 발언 문제로 파직되었다가 그해 2월경 문하부우보궐에 복직되고, 또다시 언사로 파직되었으며 1399년 경기도도사(京畿道都使)로 나갔다가 경원 교수관(慶源 敎授官)으로 재직 중 폄직(貶職)되었다. 그가 정치가로서의 수완을 발휘한 것은 47세에 지신사가 되던 때부터였다.
그는 태종의 각별한 신임을 받았다. 태종은 '황희는 공신은 아니지만 공신 대접을 하였고, 하루라도 보지 못하면 반드시 불러서 접견하였고, 하루도 좌우를 떠나지 못하게 하였다'고 할 정도로 특별히 그를 신임했다.

#### 정치 활동
1400년(정종 2년) 형조정랑(正郞), 예조정랑, 이조정랑, 병조정랑을 거쳐 1401년(태종 1년) 승정원지신사(知申事) 박석명(朴錫命)의 추천으로 도평의사사경력(都評議使司經歷)이 되었고, 이후 승추부도사(承樞府都事)가 되었다가 이어 병조의랑이 되었다. 1402년(태종 2년) 3월 부친상을 당해 잠시 사직하였다. 그러나 1402년 겨울 군무를 관장하는 승추부의 관직에 추천할 인물이 부족, 인물난으로 특별히 추천되어 3년상을 마치기도 전에 대호군 겸 승추부경력에 제수되었다.
3년상을 마친 뒤 1404년(태종 4년) 우사간대부(右司諫大夫)가 되었다. 그해 10월 좌사간대부를 거쳐 승정원좌부대언에 올라 왕명의 출납을 담당하였다. 이때 정승인 박석명 태종 때 다시 황희를 자신의 후임 지신사(知申事-비서실장)로 천거해 훗날 명(名) 정승의 길을 열어주었다. 그가 고려 멸망 후 관직을 사퇴하고 오랫동안 나오지 않은 것을 태종은 상당히 불쾌하게 여겼다. 사람을 쓰는데 신중에 신중을 기했던 태종은 박석명의 강력한 추천이 아니었으면 황희를 중용하지 않았을 것이다.
1405년(태종 5년) 12월 승정원에서 왕명을 출납하는 승정원지신사(知申事)에 올랐으며, 1406년 박석명이 죽은 후 태종의 각별한 신임을 받게 된다. 조선 건국 후 책봉된 개국공신·정사공신·좌명공신 등 삼공신이 정계에 포진하고 있는 상황에서 공신 출신이 아닌 그가 정계의 실력자로 부상된 것은 태종의 절대적인 신임을 배경으로 한 것이었다. 그는 당시 공신이 아니었으면서도 공신과 같은 대우를 받았고, 태종은 하루라도 접견하지 못하면 반드시 불러서 만나 볼 정도로 그를 신뢰하였다.
1408년 민무휼(閔無恤) 형제를 비판하는데 앞장섰으며 그 후 형조, 병조, 예조, 이조의 판서를 역임했다. 태종은 그에게 "이 일은 나와 경만이 알고 있으니 만약 일이 누설된다면 경이 아니면 내 입에서 나올 수밖에 없는 것이오."라고 할 정도로 그를 신뢰했고, 그는 태종의 극진한 예우를 받아 그 후 요직에 중용된다.

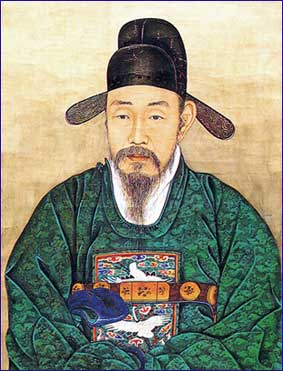
1884년에 조선 말기의 초상화가 채용신(1850년~1941년)이 그린 황희 영정. 황희가 살았던 시대에는 흉배가 없었으므로 잘못된 그림이다.

이후 대호군·지신사를 거쳐 1409년(태종 9년) 8월 참지의정부사(參知議政府事)가 되었다가 12월 형조판서로 승진했다. 이후 사헌부대사헌, 1410년(태종 10년) 2월 지의정부사(知議政府事), 그해 7월 다시 사헌부대사헌을 거쳐 1411년 병조판서 등을 지냈으며 이후 육조의 판서를 두루 거쳤다. 그해 9월에는 병조판서로 명나라에 다녀왔다.
육조의 판서를 역임하는 동안 견명사(遣明使)·참찬·평안도 도순문사·한성판사(漢城判使) 등 내외의 주요 관직에 있으면서 문물(文物)과 제도의 정비에 노력하여 훌륭한 업적을 많이 남겼다. 그와 함께 점차 왕의 신뢰를 쌓아갔는데, 그는 중추원을 없애 병제를 병조로 일원화하는 작업을 무리없이 추진하면서 태종 이방원에게 능력을 인정받아 신임을 얻는다. 이후 태종은 모든 정사를 황희와 깊이 논의하였다.

#### 세자 폐위 반대와 유배 생활
그러나 이조판서로 재직하던 1413년(태종 13년) 세자 제(禔 : 양녕대군)의 폐립(廢立) 문제에 반대 의견을 내어 태종의 노여움을 사서 좌천(左遷)되었다가, 다시 복직하였다. 1413년 4월 예조판서가 되었다가, 1414년 질병으로 사직하였으나 1414년 6월에 다시 예조판서에 임명되었다. 1414년 예조판서로 과거 시험을 주관하는 고시관(考試官)을 겸하였다. 1415년 이조판서가 되었다. 그러나 그해 5월 송사(訟事) 처리 문제에 대한 잘못으로 문책, 6월에 파직되었다가 그해 행랑도감제조로 관직에 복직되었으며, 1415년 11월에 의정부참찬, 12월 다시 호조판서가 되었다.
1416년 세자 양녕대군(讓寧大君)의 폐위에 반대했으며, 양녕대군의 비행을 옹호하여 파직되었다가 다시 공조판서로 전임 복귀하였다. 공조판서로 있을 때 유사시에 대비하여 조선 8도에 비치한 군사와 군수물을 낱낱이 점검하여 왕에게 보고하였다. 이어 1417년 2월 평안도도순문사 겸 평양부사를 거쳐, 동년 9월 태종의 자문에 응하여 왕실의 적서자봉작법을 개정하는데 참여하였으며, 1418년(태종 18년) 1월 한성부판사(漢城府判事)가 되었다.
1418년(태종 18년)에 충녕대군이 왕세자로 책봉되자 국본을 쉽게 바꾼다며 이를 반대하다가 결국 폐서인되어, 교하(交河, 파주) 지방에 유배된다. 이 해에 태종은 세자에게 양위하고 물러나는데, 이때 교하가 너무 가깝다는 이유로 태종의 노여움을 사서 남원(南原)으로 배려를 받으며 옮겨서 5년을 더 머물러야 했다.
양녕대군 폐위 반대는 순간적으로 태종의 분노를 초래했으나, 후에 태종은 그를 믿을 수 있는 사람이라고 깊이 신뢰하는 계기를 마련한다. 황희는 군사요충지 남원에서 도교의 이치를 따라 《춘향전》의 무대가 되는 광한루를 만들었다. 그러나 상왕 태종의 진노가 풀려 태종의 건의로 세종에 의해 복직된다.

#### 복직과 세종의 특별한 신뢰
1422년(세종 4년) 2월 태종은 그를 소환하여 직첩(職牒)을 주며 세종에게 부탁하여 곧 등용토록 하였다. 세종은 황희가 자신이 세자에 책봉되는 것을 반대했고 외숙부들을 죽음으로 내몰았지만, 그의 사람됨이 바르다는 것을 알고 과감히 유배에서 불러들었다. 1422년(세종 4년) 3월 과전(科田)과 고신(告身)을 되돌려받고 관직에 복귀했으며, 10월 경시서제조, 의정부 좌참찬이 되었다.
그는 매관매직으로 돈을 벌었고 남의 아내와 간통했다고 실록은 적는다. 그는 야사에서 말하는 것처럼 항상 이도 좋고 저도 좋다고 말하는 호인(好人)이기만 했던 것도 아니다. 그는 세종에게 ‘아니다’라고 말할 수 있는 정치가였고, 국가 미래를 내다보는 정확한 판단력을 가지고 있었다. 그래서 세종은 그의 여러 단점에도 불구하고 끝까지 중용했다.
1423년 5월 예조판서를 거쳐 7월 기근이 장기화된 강원도관찰사로 나가 백성 구휼을 잘 하고 선정을 펴서 민심을 얻었다. 그가 이임하자 관동지방의 주민들이 모두 아쉬워하였고, 특히 1425년 강원도 삼척에서는 중국의 주나라 때 선정을 베풀었던 문왕의 서자인 소공에 비유하여 그의 행차가 머물렀던 곳에 대를 쌓고 소공대라 이름하였으며, 지금도 '정승고개'라고 부르며 유덕을 기린다고 한다. 세종대왕이 이를 가상히 여겨 그해 12월 숭정대부(崇政大夫) 판우군 도총제부사(判右軍都摠制府事)에 특별 승진 임명하고 그대로 강원도관찰사를 겸임하게 했다. 세종대왕의 신임을 얻은 그는 크고 작은 잘못이 있었지만 그때마다 세종대왕의 신임과 비호를 받아 가벼운 처벌을 받거나 복직했다.

#### 정승으로 승진
미복(微服) 차림으로 황희 정승의 집을 방문한 세종 임금이 그의 청빈한 삶에 감탄을 마지않았다는 것은 잘 알려진 일화다. 일국의 정승이 집안에서 멍석을 깔고 있었을 뿐만 아니라 먹던 밥상에도 누런 보리밥과 된장, 고추밖에 없어서 임금이 놀라움을 금치 못했다는 이야기는 오늘날까지도 많은 사람들에게 감동을 주고 있다. 또 그의 청렴함은 후일의 관료집단의 부정부패를 견제하는 데에도 적용되고 있다.
1424년 6월 의정부 찬성(議政府贊成)에 임명하고 1425년 3월 사헌부대사헌(大司憲)을 겸무하게 하였다. 이때 남원부사가 보낸 뇌물을 수수했는데, 1425년 3월 남원부사가 보낸 뇌물을 수뢰한 고위 관리를 조사할 때 조정의 다른 재상들과는 달리 그 사실을 순순히 인정하여 당시의 여론이 황희만이 정직하다고 평가하기도 했다.
그 후 황희는 1426년(세종 8년) 2월 다시 이조판서가 되었다가 5월 의정부우의정에 임명되었고, 판병조사를 겸임하였다. 1427년 의정부좌의정 겸 판이조사에 올랐다. 1월 좌의정 겸 판이조사를 재임중 어머니 용궁 김씨의 상으로 사직하였다가 왕의 특명으로 복직되어 다시 좌의정이 된 뒤 평안도 도체찰사에 겸임되었다. 평안도 도체찰사로 낙산성기를 답사한 뒤 영변 약산을 요충지로 판단하고, 영변대도호부의 설치를 건의하여 평안도 도절제사의 본영으로 삼게 되었다. 그 뒤 아들의 출세를 원하는 교하현령에게 토지를 요구하고 그 대가로 현령의 아들을 행수로 삼게 했다.
그해 좌의정으로 교하현령에게 토지를 요구하고 그 대가로 현령의 아들을 행수로 임명한 사실이 드러났고, 인사를 하지 않는다고 무고한 사람을 때려서 죽인 자신의 사위 '서달'을 비호, 방면하도록 압력을 행사한 일이 드러나 사헌부와 사간원의 끈질긴 탄핵을 받고 파면되었다가 한달만에 복직하였다.
1428년에는 박포의 아내와 간통한 혐의를 받았는데, 박포의 난으로 박포(朴苞)가 처형된 뒤 그의 아내는 황희의 집 뒷편에 토굴을 짓고 그 안에 은신해 있었다. 1430년(세종 12년) 말(馬) 1천여 마리 이상을 폐사하게 하여 재물 손실과 근무 과실혐의로 투옥된 제주도 감목관 태석균(太石鈞)의 치죄(治罪)에 관여하다가, 사사로운 정으로 사헌부에 부탁한 일로 탄핵을 받아 파직되었다.

### 생애 후반

#### 영의정 재직 중
그 뒤 파주 반구정(伴鷗亭)에 은거하다가 1431년 다시 복직되었다. 69세 되던 1431년(세종 13년) 9월에는 영의정부사의 자리에 올랐다.
세종은 비만한 체구에 운동은 싫어하면서 육식과 학문을 좋아하는 버릇 때문에 종기(背浮腫)·소갈증(消渴症)·풍질(風疾)·안질(眼疾) 등을 평생 앓았다. 그러나 세종이 왕권의 상당 부분을 의정부로 옮기도록 결심한 배경은 당시 의정부영의정이 황희(黃喜)였기 때문이다. 여비(女婢)들의 다툼에 ‘네 말이 옳고, 네 말도 옳고, 또 네 말도 옳다’고 했고, 종의 자식들이 수염을 잡아당겨도 웃었다는 일화로 유명하였다. 황희는 오랫동안 관직에 있었으므로 처세술에 능하다는 비판을 받기도 했다. 황희는 어떤 젊은 성균관 유생이 길에서 자신을 향해 "정승이 되어서 임금의 그릇됨을 잡지 못한단 말이냐" 라고 면박하자 도리어 기뻐했다고 '연려실기술'에 전한다. 이후 18년 동안 황희는 명재상으로서 세종을 잘 보필하여 태평성대로 이끌다가 1449년(세종 31) 87세로서 은퇴하였다.
의정부영의정으로 재직하는 동안 농사의 개량, 예법의 개정을 추진했고, 양반가문 자손 중 천첩(賤妾) 소생의 천역(賤役) 면제를 건의하여 성사시켰다. 또한 국방강화 정책을 펼쳐 야인과 왜 방어책을 세워 김종서와 최윤덕 등을 적극 중용케 하였고, 그들을 통해 4군6진을 개척하게 할 것을 건의하였다.

#### 제도 정비
형관들의 남형 금지에 대한 조항을 신설하게 했고, 산에서 소나무를 벌목할 때는 반드시 관청의 허가를 맡도록 규정하여 소나무의 남벌 금지령을 제정하였으며, 지역 수령들의 근무실적을 조사하게 하여 태만한 수령을 처벌하게 하는 제도를 제정했다. 농사개량에 유의하여 우수한 품종의 곡식을 거두어서 대량 생산한 뒤 곡식종자를 보급하게 하였고, 각 도에 뽕나무를 많이 심도록 권장하여 식량과 의복 재료를 쉽게 구하게 했다.
또한 정도전 사후 경국대전이 사문화되다 시피 하자, 새로운 법령 보완집인 《경제육전(經濟六典)》의 편찬을 감독하여, 간행하였다. 태종은 물론 세종의 가장 신임받는 재상으로 명성이 높았다. 또한, 인품이 원만하고 청렴하여 백성들로부터 존경을 받았다. 세종대왕은 그를 총애하여 그의 결정을 대부분 수용하였으며, 옥연 또는 무수연이라고 부르는 벼루를 직접 선물로 주기도 했다.
또한 옥사(獄事)와 국문을 결정할 적에는 관용(寬容)으로써 주로 처리하려 하자 죄인을 쉽게 용서한다는 비판을 받았다. 그러나 그는 개의치 않고 “차라리 형벌을 경(輕)하게 하여 실수할지언정 억울한 형벌을 할 수는 없다.”하였다. 서적 출판에도 힘써 노걸대, 박통사, 효경 등을 간행케 하고 문학적인 면에서도 시와 가사 등에 걸쳐 많은 작품을 남겼다.
그에게는 자신의 세력이 없었다. 군주의 입장에서도 자기 세력이 없는 황희를 오랫동안 재상직에 앉힘으로써 군주권을 안전하게 지킬 수 있었던 것이다. 그러므로 당시 황희라는 인물은 군주와 관료집단의 양쪽에서 모두 선호할 수 있었다.

#### 정치적 배경과 재상직 장수 비결
1382년(명 태조 홍무 15년) 당시 명나라는 재상직을 폐지하고 전각대학사를 설치하였다. 명나라의 대학사는 황제의 자문 기관에 그치는 자리였다. 명 태조 주원장(朱元璋)은 재상 호유용(胡惟庸)의 반란을 명분으로 재상직을 폐지했다. 주원장이 재상을 폐지하고 전각대학사를 설치하였다는 점을, 중국 25사(史) 중의 하나인 <명사> 본기3 홍무 15년조(條)에서 확인할 수 있다. 명 태조 주원장이 재상직을 폐지한 것은 관료 집단에 대한 견제의 의미를 갖는 것이었다. 다시 말해 황제독재체제를 강화하기 위한 포석이었던 것이다.
명나라의 재상직이 폐지되었다는 소식은 조선의 정치구도에 영향을 주고도 남는 것이었다. 이는 관료집단을 견제하고자 하는 군주에게는 희소식이요, 군주권을 견제하고자 하는 관료집단에게는 그 반대였던 것이다. 명나라의 재상직 폐지는 조선에도 영향을 미쳤고, 재상직을 사수하는 것이 최상의 선택이다. 그리고 재상직을 사수하자면, 양반 관료집단 안에서 비교적 청렴하고 또 자기세력이 별로 없는 사람을 재상으로 내세울 필요가 있었다. 명나라에서 재상직을 폐지하던 무렵에 조선에서 특별한 정치기반이 없는 한편 강직하기로 소문난 황희가 좌의정·영의정에 오른 데에는 그러한 정치적 배경이 있었다. 조선-명나라의 정치상황이 상호 연동하던 당시의 상황에서 명나라의 재상제 폐지는 조선의 재상제 폐지로 연결될 가능성이 높았지만, 조선의 양반 관료집단은 황희라는 인물을 내세우는 ‘지혜’를 발휘함으로써 재상직을 지켜낼 수 있었던 것이다.

#### 은퇴와 죽음
왕과 중신들 간의 마찰을 중화시키는 등 세종을 도와 성세를 이룩하는 데 노력했다. 그가 은퇴하려 하자 병으로 쇠약해진 세종은 여러번 은퇴를 만류하였다.
1449년(세종 31) 87세로서 은퇴하고, 고향에 내려가 있다가 1452년에 사망하였다. 당시 만으로 89세, 세는 나이로 90세였다. 인품이 원만하고 청렴하여 모든 백성들로부터 존경을 받았으며, 시문에도 뛰어났으며, 몇 수의 시조 작품이 현재 전해진다. 그러나 모질지 않은 성품 탓에 청탁 뇌물 수수 등의 비리사건에 자주 연루되었다. 그가 죽은 뒤 익성(翼成)의 시호가 내려졌고, 문종과 김종서(金宗瑞)·정분(鄭苯)·허후(許詡) 등에 의해 1452년(문종 2년) 세종묘(世宗廟)에 배향(配享)되었다.

### 사후
경기도 파주군 탄현면 금승리(현 파주시 탄현면 금승리)에 안장되었고, 1455년(세조 1년) 증 순충보조공신(純忠補祚功臣)에 책록되고, 남원부원군(南原府院君)에 추봉되었다.
파주의 방촌영당(尨村影堂), 상주(尙州)의 옥동서원(玉洞書院), 진안의 화산서원, 장수의 창계서원(滄溪書院) 등에 제향(祭享)되었다. 청백리에 녹선되었고, 청렴함은 '본래는 양반 관료집단의 기득권을 보호하기 위한 논리로 이용'되었다. 그의 사후 두 아들 황치신과 황수신이 세조 반정 이후 반정공신의 한사람이자 정승을 역임하면서 그는 청백리의 상징으로 여겨졌다.
신도비는 신숙주가 비문을 짓고 찬하였으나, 후일 1505년(연산군 11년) 안침이 다시 신숙주가 지은 글로 비문을 써서 다시 신도비를 세웠다. 그 뒤 신도비의 마모가 심해져서 1945년 후손들이 새로 신도비를 세워 기존의 신도비 옆에 세웠다. 문산읍 사목리에 관직에서 물러나 여생을 보낸 반구정이 있다.
황희선생묘는 경기도 파주시 탄현면 금승리에 있으며, 1976년 8월 27일 경기도의 기념물 제34호로 지정되었다.
1999년 7월 경기도 파주에 방촌황희기념관이 착공하여 2000년 6월 건립되었다.

### 신격화
| “ | 평소 집에 있을 때는 그저 온화하여 어린 종들이 몰려들어, 수염을 잡아 당기며 안아 달라고 하거나 먹을 것을 내라고 조르기를 마치 아이가 제 부모를 조르듯 해도, 내버려 두다가 궁복(宮服)차림에 홀(笏)을 꽂고 묘당(廟堂)에 나서면 여러 관료가 쩔쩔매고 조정이 숙연해 지기를 마치 명문가의 자제가 그 아버지와 형을 경외하듯 하였다. 비유하건대 신용(神龍)이 못속에 숨고 수렁에 서려 있을 때에는, 자라나 도마뱀 따위의 업신여김을 받다가도 한 번 변화하면 비바람과 벼락을 일으켜 온 산과 계곡을 진동시키고, 하해(河海)를 뒤집어 도리어 도저히 측량할 수 없는 것과 같다. 그러므로 당시에는 별로 두드러진 바가 없는 듯 하였으나, 지금 300년이 지난 뒤에는 부녀와 어린애까지 그 유풍(遺風)을 그리워하며, 그 성명을 외우고 있다. 이로써 본다면 그 위엄을 목격하며, 그 의논을 듣고도 오히려 그 지닌 바를 다 알지 못하것을, 하물며 이 한 폭의 영정을 보고 그 평생을 어떻게 조금이나마 상상해 낼수 있으랴? | ” |
|   | — 홍여하(洪汝河, 1621∼1678), 황희의 영정에 행장을 찬하면서 |   |

그는 사후 기득권을 지키려는 조선의 양반 계층에 의해 미화, 신격화되었다. 양반집단 기득권 유지 위해 '황희 신화'를 창조하고 확대했다. 그의 청렴함은 청빈함으로 왜곡, 확대되었고 그 과정에서 그의 부패와 물의는 가려졌다.
황희가 죽은 이후에도 양반 관료집단은 청백리 황희 정승의 신화를 계속 재창조, 인용함으로써 군주권을 견제하고 신권을 지켜낼 수 있었던 것이다. 조선 왕조 500년 동안 양반 기득권세력이 군주권에 버금가는 힘을 가질 수 있었던 배경에는 청백리 황희 정승의 신화도 일정한 역할을 하였던 것이다. 이후 그가 청백리라는 주장은 이견이 없이 받아들여졌으나 조선왕조실록과 대동야승 등의 문헌을 1970년대 한글로 국역하는 과정에서 그의 부패, 청탁행위가 드러나 논란이 되고 있다.

## 논란과 의혹

### 청빈함 논란
고려말과 조선 전기의 관료였던 황희에게는 직급 수준의 과전(科田)을 지급했다. 과전을 빼앗긴 황희에게 과전을 돌려준 장본인이 바로 세종 임금이다. 그 점을 아래 <세종실록>에서 확인할 수 있다. <세종실록>에 의하면 세종 4년 3월 18일에 세종 임금은 유배에서 복직된 황희에게 과전을 돌려주도록 명령하였다. 이것은 상당히 중요한 의미를 갖는 일이었다. 세종이 즉위하기 이전에 황희는 충녕대군(세종) 대신 양녕대군(태종의 장남)을 지지하다가 교하(交河)와 남원으로 유배된 적이 있었다. 그러므로 세종이 자신을 반대한 황희를 복권시키면서 그에게 과전을 돌려주었다는 것은 대단한 정치적 관용이라 할 수 있는 일이었다.
그가 청빈한 삶을 살았다는 견해에 대하여는 이론이 제기되고 있다. 세종 자신이 황희에게 재상급 수준의 과전을 지급하도록 명령했는데, 막상 황희가 가난한 집에서 살고 있는 모습을 보았다면 감탄사를 터뜨리기보다는 의아하게 생각하였을 것이라고 보는 편이 타당하다. 세종이 방문하였을 때에 그가 초라하게 살고 있었던 것은 분명하지만, 그 시기에 그는 정부로부터 과전을 지급받고 있었기 때문에 결코 가난한 사람이 아니었다. 할아버지와 아버지의 대에 다시 집안을 일으켰으며, 장인으로부터 물려받은 재산 등이 있었으므로 크게 탐욕을 부리지 않아도 되는 환경이었다.
그는 분명 부유한 사람이었지만, 적어도 대외적으로는 청렴한 삶을 살고 있었던 것이다. 이것을 후대에 그를 신격화, 미화하는 과정에서 청빈함과 가난함으로 과장되었다.

### 의도적인 청렴함과 정치적 약점
청렴한 사람이 재상이 되어야만 재상 직책의 존폐 논란이 최소화될 수 있고, 또 세력이 없는 사람이 재상이 되어야만 재상직에 대한 군주의 견제가 완화되는 동시에 재상이 된 동료 관료의 권력 독점을 방지할 수 있기 때문이었다. 황희 역시 실소득과 관계없이 청렴한 생활을 대외적으로 과시함으로써 양반 관료집단의 기대에 부응하는 동시에 자기 자신도 재상직을 지킬 수 있었던 것이다. 물론 그가 사치를 피하고 청렴을 선택한 것 자체는 긍정적인 평가를 받아 마땅한 일이다. 하지만, 그의 이미지 뒤에는 그 같은 정치적 배경이 있었던 것이라는 견해가 있다.
또한 황희 스스로가 청빈한 삶을 살지 않으면 안 되는 객관적 조건이 있었다. 조선 초기의 정치적 환경 속에서 그는 불리한 입장에 처해 있었다. 그는 1392년에 고려가 멸망하자 조선 건국을 반대하면서 한때 두문동(杜門洞)에 은거했었다. 1416년에는 ‘차기 대권주자’로서 충녕대군(세종) 대신 양녕대군을 지지했던 사람이다. 그는 번번이 ‘잘못된 선택’을 하였고 또 그런 뒤에는 매번 지조를 꺾고 새로운 정권에 참여한 인물이다.
그렇기 때문에 황희는 정치적 기반이 취약했고, 그런 약점을 극복하기 위해서는 남에게 흠 잡힐 만한 행동을 피하지 않으면 안 되었던 것이다.

### 사위의 죄악 은폐 논란
황희의 사위 서달이 지방 관아의 아전을 몽둥이로 때려 살해하는 일이 발생했다. 이 살인 사건은 조용히 은폐되어 많은 사람들의 의문을 샀는데, 이때 일부 선비들의 공론에 의해 당시 좌의정이었던 황희가 적극적으로 가담했으며 여기에는 황희 뿐 아니라 의정부 우의정 맹사성, 형조판서 서선, 형조참판 신개, 형조좌랑 안숭선, 사헌부대사헌 조계성까지 연루되어 있었다 한다.
황희는 자신의 사위를 보호하기 위하여 맹사성과 함께 살인사건의 전말을 축소, 은폐하였으며 직권을 남용해 사건을 조작하는 것도 서슴지 않았다. 당시 조정의 실세라고 불리던 황희-맹사성이 동시에 수습에 나섰으니 그 왜곡과 조작이 심하였다. 이 사건은 두 정승인 황희와 맹사성의 위엄에 눌려 제대로 거론조차 되지 못하고 묻혀 버리고 마는듯 했지만 이 살인사건에 의문을 품은 사헌부가 사건을 캐나가기 시작하자 그 배후에 여러 지방 관아 수령들 뿐 아니라 형조판서 서선이 직접적으로 사건 은폐를 지휘하고 있다는 사실을 알게 되었고, 서선의 배후에서 편의를 봐주고 있던 핵심부에는 우의정 맹사성과 좌의정 황희가 존재하고 있음을 알게 된다.
이 사실에 격분한 사헌부는 "황희의 간악함이 이와 같아." 며 세종을 흔들었고 세종은 예의상 맹사성과 황희를 파직했다가 불과 7일 만에 다시 기용하는 또 한번의 파격적인 신뢰를 보여준다.

### 친인척 부패 옹호
처(妻)의 형제(兄弟)인 양수(楊修)와 양치(楊治)의 법에 어긋난 일이 발각되자 황희는 이 일이 사간원에서 소문만 듣고 일처리를 했다며 글을 올려 변명하여 처남들을 구(救)하였다.

### 간통, 범죄자 은닉 논란
그는 매관매직으로 돈을 벌었고 남의 아내와 간통했다고 실록은 적는다. 여러 가지 비리 사건에 휘말린데다가 황희를 더욱 골치 아프게 했던 것은 박포의 처와 간통을 했다는 소문이었다. 이는 간통죄와 살인자 은닉으로 물의를 일으켰다.
박포(朴苞)는 '제1차 왕자의 난'의 공이 자신에게 미흡하게 돌아오자 불만을 품었으나 오히려 이 사실을 알게 된 이방원에 의해 유배되는데 얼마 후 회안대군 방간을 조종하여 '제2차 왕자의 난'을 일으킨다. 난이 방원의 승리로 끝난후 박포는 방간을 사주했다는 이유로 참수된다.
이 때 박포의 아내는 살인 후 도망나와 황희의 집 마당 북쪽에 토굴을 짓고 그 속에 숨어 여러 해 동안 살았는데 황희가 이 때 그녀를 간통하였다는 얘기가 전해졌다.
박포의 아내가 충청북도 죽산현(竹山縣)에 살면서 자기의 종과 간통하는 것을 집안의 다른 종 중 한명이 이를 알게 되니, 박포의 아내가 그 우두머리 종을 죽여 연못 속에 집어 넣었는데 여러 날만에 시체가 나오니 누구인지 알 수가 없었다. 현관(縣官)이 시체를 검안하고 이를 추문하니, 박포의 아내는 사실이 드러날 것을 두려워하여 도망하여 한성부에 들어왔다가 황희의 집 마당 북쪽 토굴 속에 숨어 여러 해 동안 살았는데, 황희가 이때 간통하였으며, 포의 아내가 일이 무사히 된 것을 알고 돌아갔다. 이는 그의 집 북편의 토굴을 본 누군가에 의해 새어나가 각지로 소문이 확산되었다.

### 청탁 논란
아들 황치신(黃致身)에게 관청에서 몰수(沒收)한 과전(科田)을 바꾸어 주려고 하여 또한 글을 올려 청하기도 하였다.

### 기타 논란
황중생(黃仲生)이란 사람을 서자(庶子)로 삼아서 집안에 드나들게 했다가, 후에 황중생이 죽을 죄를 범하니, 곧 자기 아들이 아니라 하고는 서자의 변성(變姓)하여 조(趙)씨라고 하게 했다.
그러나 왕조실록에는 황희가 내섬시의 여종 사이에서 얻은 아들이라 한다. 그에 의하면 "처음에 영의정 황희(黃喜)가 내섬시(內贍寺)의 여종[婢]을 첩(妾)으로 삼아 아들을 낳았는데, 황중생(黃仲生)이라 하였다."고 한다.

## 평가와 비판

### 긍정적 평가
성격이 원만하였고 다른 사람을 공격하지 않았다. 또한 대대로 관료가문이라 풍부한 재산이 있었으므로, 가렴주구와 축재를 하지 않아 백성들의 칭송을 듣기도 했다.

### 비판
그러나 어느 지방 수령의 아들이 중앙의 벼슬자리를 황희에게 부탁하자 황희는 아들의 벼슬을 주는 대신 그에게 땅을 바치라고 요구했다. 땅과 벼슬자리를 교환하자는 거래라며 사대부들의 비난이 있었고, 황희의 비리 사건을 포착한 사헌부는 그 즉시 황희의 비리 사건을 조정공론으로 확대하여 그를 탄핵했으며, 삼사가 들고 일어났다. 그러나 황희에 대한 세종의 믿음은 변함이 없어 처벌이 불가능했고, 사헌부와 사간원의 탄핵이 심해지자 세종은 임시방편으로 황희를 잠시 벼슬자리에서 물러나게 하였다 얼마되지않아 다시 영의정부사로 기용한다.

## 맹사성, 윤회와의 비교
세종은 문치주의 정책을 펼치면서도 건강이 나빠서 세 명의 정승에게 조정의 대소사를 맡아보게 하였다. 황희는 주로 인사, 행정, 군사 권한을 맡겼고 맹사성에게는 교육과 제도 정비, 윤회에게는 상왕 태종과의 중개자 역할과 외교 활동을 맡겼고, 과거 시험은 맹사성과 윤회에게 분담하여 맡겼다. 나중에 김종서가 재상의 반열에 오를 때쯤에는 국방 업무는 김종서에게 맡겨서 보좌하게 하였다.
맹사성과 황희는 같은 입장을 취하면서도 서로 다른 성품을 가졌다. 황희가 분명하고 강직했다면, 맹사성은 어질고 부드럽고 섬세했다. 또한 황희가 학자적 인물이었다면 맹사성은 예술가적 인물이었다. 윤회 역시 예술가적인 특성을 갖고 있었다.
그래서 황희는 주로 이조, 병조 등 과단성이 필요한 업무에 능했고, 맹사성은 예조, 공조 등 유연성이 필요한 업무에 능했으며 윤회는 외교와 집현전 쪽을 주로 맡아보았다.
세종은 부드러움이 필요한 부분은 맹사성에게 맡기고, 정확성이 요구되는 부분은 황희에게 맡겼다. 따라서 황희는 변방의 안정을 위해 육진을 개척하고 사군을 설치하는 데 관여, 지원하기도 했고, 외교와 문물 제도의 정비, 집현전을 중심으로 한 문물의 진흥 등을 지휘 감독하는 일을 맡기도 했다. 이에 반해서 맹사성은 음률에 정통해서 악공을 가르치거나, 시험 감독관이 되어 과거 응시자들의 문학적, 학문적 소양을 점검하는 일을 주로 맡았다. 맹사성과 비슷한 윤회에게는 주로 외교 업무와 상왕 태종과의 매개자 역할, 외교 문서의 작성과 시험 감독관 등의 업무가 부여되었다. 세종대왕은 이들 재상들의 능력을 알면서도 권력남용의 가능성을 우려하여 한 사람에게 대권을 모두 넘겨주지는 않았다. 이들 재상들은 맡은 분야와 업무를 서로 분장하거나 서로 공유하기도 했다. 맡은 역할과 성격을 떠나 이들은 모두 공정하고 공과 사를 명확하게 구분한다는 공통점이 있었다.

## 일화

### 불교 비판
불교정책에 있어서는 그는 조선의 건국 이념이 유교 성리학에 있음을 주장, 강력한 억불정책을 추진할 것을 건의하여 만년의 태종의 회암사 행차를 반대하였고, 세종 말년에 세종 이 궁중 내에 법당인 내불당을 설치하려고 하자 조선의 건국이념을 들어 이에 반대하였으며, 승려와 승도 600명을 노역에 동원하여 풍저창과 광흥창을 건립케 하기도 했다.

### 사람들의 잘못을 깨우치다
두 여종이 서로 상대방이 서로 잘못했다며 싸웠다. 그는 두 여종을 불러 자초지종을 물은 후 한 여종에게 '네 말이 옳도다'라고 하였다. 그러자 다른 여종이 자신의 억울함을 호소하자 역시 '네 말도 옳도다'라고 하였다. 그러자 부인이 '한 여종의 말도 옳고 다른 여종의 말도 옳다면 누가 잘못했는가? 혹은 한 여종이 옳다면 다른 여종이 잘못된 것이 아니냐?'며 이의를 제기하였다. 손님들 역시 부인의 견해에 동의했다. 황희는 '부인 말도 옳소'라고 대답하였다. 그러면서 그는 '항상 사람은 상대방의 잘못은 눈여겨 보면서도 자신의 잘못은 절대 모르는 법이라'며 지적했다. 두 여종과 부인은 물론 손님들도 스스로 부끄러워했다 한다.

### 아들에 대한 교훈
유몽인(柳夢寅)의 ‘어우야담(於于野談)’에는 아들 황수신(黃守身)이 기생과 절연하라는 충고를 무시하자 관복(冠服)을 입고, “아버지의 말을 듣지 않으니 앞으로 손님의 예로써 대하겠다”고 인사해 아들에게 통절한 반성과, 기생과의 절교를 끌어냈다고 전하고 있다.
황희는 아들에게 기방 출입을 끊으라고 여러 차례 엄히 꾸짖었으나 아들은 말을 듣지 않았다. 그러자 어느 날 아들이 밖에서 돌아오자 황 정승은 관복 차림으로 차려입고 문까지 나와 마치 큰 손님 맞이하듯 했다. 아들이 놀라 엎드리며 그 까닭을 묻자 황 정승은 말합니다. "그동안 나는 너를 아들로 대했는데 도대체 내 말을 듣지 않으니 이는 네가 나를 아비로 여기지 않는 것이다. 그래서 너를 손님 맞는 예로 대하는 것이다." 뉘우친 아들은 기방 출입을 끊기로 맹세하였다.

## 기타
그는 청렴하고 학덕이 높았으며 사리에 밝고 치밀한 사람이었다. 또 한편으로 성품이 너그럽고, 예법 및 임기응변에 뛰어났다.

## 황희가 등장한 작품
- 《세종대왕》(KBS, 1973년, 배우:신구)
- 《황희정승》(KBS, 1976년, 배우:신구)
- 《세종대왕》(영화, 1978년, 배우:최불암)
- 《용의 눈물》(KBS, 1996년~1998년, 배우:박진성)
- 《역사극장》(EBS, 2003년, 배우:박영태)
- 《사육신》(KBS, 2007년, 배우:박성덕)
- 《대왕 세종》(KBS, 2008년~2008년, 배우:김갑수)
- 《뿌리깊은 나무》(SBS, 2011년~2011년, 배우:전성환)
- 《나는 왕이로소이다》(영화, 2012년, 배우:백윤식)
- 《육룡이 나르샤》(SBS, 2015년, 배우:권화운)
- 《퐁당퐁당 Love》(MBC, 2015년~2016년, 배우:김갑수)
- 《장영실》 (KBS, 2016년, 배우: 정한용)
- 《천일야사》(채널 A, 2016년, 배우:김경응)
- 《천문: 하늘에 묻는다》 (영화, 2019년, 배우:신구)[20]
- 《태종 이방원》 (KBS 1TV, 2021년~2022년, 배우:강지섭)

## 주요 저서
- 《방촌집(厖村集)》
- 《방촌선생실기》

## 관련 문화재
- 황방촌유물 - 경상북도 유형문화재 제123호
- 황희선생영당지 - 경기도 기념물 제29호

## 가계(家系)
- 할아버지 : 황균비(黃均庇)
- 할머니 : 진주강씨
  - 아버지 : 황군서(黃君瑞, 1328년 - 1402년 3월 22일)
  - 어머니 : 용궁 김씨(龍宮金氏, ? - 1427년(세종 9년) 7월 15일), 노비 출신으로 아버지 황군서의 첩
    - 형 : 황중수(黃中粹)
    - 누이 : 황씨(黃氏)
    - 누이 : 황씨(黃氏)
    - 누이 : 황씨(黃氏)
    - 부인 : 최씨(崔氏, 판사복시사 (判司僕侍事) 최안(崔安)의 딸, ? - 1386년)
      - 장녀 : 황씨(長水 黃氏)

    - 부인 : 양씨(楊氏, 공조전서(工曹典書) 양진(楊震)의 딸, ? - 1448년(세종 30년) 3월 28일), 1388년 혼인
      - 장남 : 황치신(黃致身)
        - 손자 : 황사친(黃事親)
        - 손자 : 황사장(黃事長)
        - 손자 : 황사현(黃事賢)
        - 손자 : 황사형(黃事兄)
        - 손자 : 황사충(黃事忠)
        - 손자 : 황사효(黃事孝), 동지중추부사
        - 손자 : 황사공(黃事恭)
        - 손자 : 황사의(黃事義)
        - 손자 : 황사경(黃事敬)

      - 차남 : 황보신(黃保身)
        - 손자 : 황우형(黃友兄)
        - 손자 : 황종형(黃從兄)
        - 손자 : 황경형(黃敬兄)
        - 손자 : 황공형(黃恭兄)

      - 3남 : 황수신(黃守身)
        - 손자 : 황신(黃 )
        - 손자 : 황찰(黃察)
        - 손자 : 황성(黃省)
        - 손자 : 황욱(黃旭)

      - 4남 : 황직신(黃直身, 사직)
        - 손자 : 황삼외(黃三畏)
        - 손녀 : 황씨(黃氏)

      - 딸 : 행주 기씨 기질의 처(공민왕 때 신돈과 함께 처형된 기현의 손자)
        - 손자 : 기시경
- 외할아버지 : 김우(金佑, 고려 말기에 감문위호군(監門衛護軍) 역임)
  - 장인 : 최안(崔安)
  - 장인 : 양진(楊震)

## 같이 보기
| - 광한루 - 태종 - 세종대왕 - 문종 - 하연 - 황군서 - 맹사성 - 최윤덕 - 허조 - 권우 - 이수 - 황수신 - 황치신 - 황보신 | - 박포의 난 - 4군 6진 - 두문동 72현 - 김종서 - 박포 - 황보인 - 양녕대군 - 효령대군 - 우현보 - 이숙번 - 윤회 - 장영실 | - 숭유억불 - 정도전 - 정몽주 - 길재 - 정인지 - 최만리 - 최윤덕 |

## 참고 문헌
- 『고려사(高麗史)』
- 『태조실록(太祖實錄)』
- 『정종실록(定宗實錄)』
- 『태종실록(太宗實錄)』
- 『세종실록(世宗實錄)』
- 『문종실록(文宗實錄)』
- 『세조실록(世祖實錄)』
- 『연려실기술(練藜室記述)』
- 『대동기문(大東奇聞)』
- 『해동잡록(海東雜錄)』
- 『국조인물고(國朝人物考)』